# Списък на екзопланети
Екзопланета е планета, която се намира извън Слънчевата система. Първите потвърдени такива планети се намират на орбита около пулсарите PSR B1257+12 и PSR B1620-26. За тяхното откриване е съобщено съответно през 1992 и 1993.
Долният списък се отнася само за потвърдени екзопланети. В него с жълт цвят са отбелязани планетите, които принадлежат на системи с повече от една планета.
|  | Тази страница частично или изцяло представлява превод на страницата List of extrasolar planets в Уикипедия на английски. Оригиналният текст, както и този превод, са защитени от Лиценза „Криейтив Комънс – Признание – Споделяне на споделеното“, а за съдържание, създадено преди юни 2009 година – от Лиценза за свободна документация на ГНУ. Прегледайте историята на редакциите на оригиналната страница, както и на преводната страница, за да видите списъка на съавторите. ВАЖНО: Този шаблон се отнася единствено до авторските права върху съдържанието на статията. Добавянето му не отменя изискването да се посочват конкретни източници на твърденията, които да бъдат благонадеждни. |